# Cincinnati Rockers
Die Cincinnati Rockers waren ein Arena-Football-Team aus Cincinnati, Ohio, das in der Arena Football League (AFL) spielte. Ihre Heimspiele trugen die Rockers im Riverfront Coliseum aus.

## Geschichte
Die Rockers wurden 1992 gegründet und spielten nur zwei Jahre in der AFL. Dabei erreichten sie einmal die Playoffs. Nachdem in der ersten Saison noch 5.700 Saisontickets verkauft wurden und im Schnitt 13.682 Zuschauer die Spiele der Rockers besuchten, brachen in der zweiten Saison die Zuschauerzahlen um fast 50 % ein. Daraufhin wurde das Franchise aufgelöst.
Für ihre Debütsaison konnte der ehemalige NFL-Quarterback und einstige Erstrundendraftpick der Colts Art Schlichter verpflichtet werden. Der Vertrag brachte ihm $40.000 ein.

## Saisonstatistiken
| Jahr | Team               | Liga | S | N  | Playoffs erreicht | Playoffrunde                              |
| ---- | ------------------ | ---- | - | -- | ----------------- | ----------------------------------------- |
| 1992 | Cincinnati Rockers | AFL  | 7 | 3  | ja                | N Viertelfinale gg. Tampa Bay Storm 36:41 |
| 1993 | Cincinnati Rockers | AFL  | 2 | 10 | nein              |                                           |

## Zuschauerentwicklung
| Jahr | Team               | Zuschauerdurchschnitt |
| ---- | ------------------ | --------------------- |
| 1992 | Cincinnati Rockers | 13.682                |
| 1993 | Cincinnati Rockers | 7.232                 |